# Idiostoloidea
Idiostoloidea é uma superfamília de insetos da infraordem Pentatomomorpha, que compreende duas famílias: Henicocoridae e Idiostolidae. A superfamília tem uma distribuição restrita a poucas regiões geográficas, os insetos da família Idiostolidae são encontrados no sul da América do Sul e na Austrália; enquanto que da família Henicocoridae estão restritos apenas às florestas úmidas do sudeste australiano.

## Referência
1. ↑  «Australian Faunal Directory». Consultado em 15 de fevereiro de 2015. Arquivado do original em 16 de fevereiro de 2015